# Als ik jou niet had
Als ik jou niet had (If it Weren't for You) is een Nederlandse korte film uit 2011. De film werd geregisseerd door Anne-Marieke Graafmans. De film won een aantal prijzen, waaronder de VPRO Documentaire Prijs, de NCP Publieksprijs en de Pathé Tuschinski Film Award 2011.

## Plot
Als ik jou niet had is een documentaire over Riek en Harrie, twee ras-Amsterdammers die elkaar op latere leeftijd hebben leren kennen en verliefd zijn geworden. Ze genieten volop van trips die ze maken met hun oude, krakkemikkige camper, maar ze delen ook een diep verdriet.